# 矢崎光圀
矢崎 光圀（やさき みつくに、1923年（大正12年）11月29日 - 2004年9月13日）は、日本の法学者（法哲学）、大阪大学名誉教授。法学博士（東京大学、1968年）（学位論文「法実証主義-現代におけるその意味と機能-」）。正四位勲三等旭日中綬章。山梨県中巨摩郡（現・南アルプス市）生まれ。言語学者・翻訳家の矢崎源九郎は兄。俳優の矢崎滋は甥。

## 略歴
1942年9月成城高等学校文科乙類卒業、1947年9月東京帝国大学法学部政治学科卒業。同年10月東京大学大学院特別研究生。
1950年4月学習院大学講師、1951年5月大阪大学法経学部助教授。1961年5月大阪大学法学部教授。1969年9月大阪大学法学部長（11月まで）。1987年3月大阪大学定年退官、同年4月同大学名誉教授、成城大学法学部教授。1989年4月から1993年3月まで成城大学法学部長。1994年成城大学を停年退職。
学外においては、日本法哲学会理事（1961年5月）、日本法哲学会理事長（1979年から1985年まで）、日本学術会議会員（1986年から1988年まで）などを歴任した。
ハーバート・ハート（H. L. A. Hart）著『法の概念』『法学・哲学論集』の翻訳などで功績を残した。
俳優・矢崎滋は、矢崎光圀の甥である。両人の顔は瓜二つであったといわれる。

## 著書
- 『自然法』
- 『法実証主義 現代におけるその意味と権能』日本評論新社、1963
- 『法哲学と法社会学』岩波書店、1973
- 『法哲学』筑摩書房、1975
- 『法思想史』日本評論社、1981
- 『日常世界の法構造』みすず書房、1987
- 『法学入門』放送大学、1990
- 『法思想の世界』塙新書、1996
- 『法哲学』青林書院、2000

### 編著
- 『現代法思想の潮流　二十世紀の法思想家たち』法律文化社、1967
- 法哲学講義 井上茂共編 青林書院新社 1970
- 演習法律学大系 1 演習法律学概論 井上茂共編 青林書院新社 1973
- 法哲学入門 八木鉄男共著 青林書院新社 1978
- 近代法思想の展開 八木鉄男共編 有斐閣 1981

## 翻訳
- 封建的世界像から市民的世界像へ フランツ・ボルケナウ 水田洋,花田圭介,栗本勤,竹内良知,元濱清海,山田宗睦,田中浩,菅原仰共訳 みすず書房 1965
- 法の概念 H.L.A.ハート 監訳 みすず書房 1976
- 法学・哲学論集 H.L.A.ハート 共訳 みすず書房 1990

## 論文
- 「判例法と法的推論」『法哲学年報（1971）』（1972年）
- 「法における形式と言葉――一つの試論」『法哲学年報（1976）』（1977年）
- 「尾高朝雄の法哲学」『法哲学年報（1979）』（1980年）
- 「早稲田法哲学の伝統」『早稲田法学』第58巻第2号（1983年）
- 「法をめぐる異文化相互の距離と接合――M・ウェーバーの考えを参考にして」『法哲学年報（1986）』（1987年）
- 「現代における科学・技術の発展と法の役割変化――《自然と人間》をベースにして」『成城法学』第27号（1988年）
- 「19世紀末の日本人たちは西洋法思想をどう受けとめたのか」『成城法学』第44号（1993年）
- 「「生」について」『法哲学年報（1993）』（1994年）
- 「人間の生きることと法思想――変わらない法思想なんてあるだろうか」『成城法学』第46号（1994年）

## 書評
- 「和田小次郎著「法と人間」」『法哲学四季報』第1号（1948年）
- 「「法規範の分析」についてのおぼえがき――井上茂氏近著をよんで」『法哲学年報（1969）』（1970年）
- 「井上茂著『法哲学』」『法哲学年報（1981）』（1982年）